# Fabio Moli
Eduardo Fabio Mole (Villa del Rosario, Córdoba, 23 de mayo de 1969) es un exboxeador argentino de la categoría peso pesado.
Fue ganador del concurso televisivo Bailando por un sueño 2010 y también del concurso Cantando por un sueño 2012, siendo el primer artista en tener un bicampeonato en los certámenes organizados por Showmatch.

## Biografía
Nació el 23 de mayo de 1969 en Villa Del Rosario, Córdoba. En una familia de clase media baja. Siendo el mayor de los 5 hijos, de Alberto y América Moli. Al igual que su padre y hermanos varones, en su juventud presentó problemas de alcoholismo, que solían desembocar en fuertes peleas con golpes físicos hacia  amigos o conocidos en su pueblo. Llegando a pasar hasta 1 mes en la comisaría. Estuvo casado con Marta "La Negra" Galiano, y fue padre de también 5 hijos, entre ellos el ciclista Geronimo Moli. Antes de dedicarse profesionalmente al deporte, Moli trabajo de albañil, peón en una estancia y un frigorífico.
El 30 de agosto de 2003 fue retador al título de la Asociación Mundial de Boxeo frente al campeón ucraniano Wladimir Klitschko, pero cayó por nocaut en el primer asalto. Se dijo que Moli en realidad debería haber perdido por abandono, ya que el golpe de Klitschko no fue pleno, y se pudo ver claramente como, desde la lona, el boxeador argentino hacía gestos obsecuentes, como queriendo evitar seguir el combate[cita requerida], aunque Moli negó varias veces que "se haya tirado". Luego de esto, Klitschko pidió disculpas por haber aceptado pelear contra un boxeador de menor categoría.
El 14 de noviembre de 2010 volvió a ganar el título de campeón argentino en el Estadio Orfeo Superdomo en la Ciudad de Córdoba contra Lisandro "Carnicero" Díaz por nocaut técnico en el quinto asalto debido a un corte en el rostro de Díaz.
Fuera del ámbito boxístico, el jueves 16 de diciembre de 2010 con el 67,82% de los votos llegó a la final de Bailando por un Sueño 2010 tras eliminar a 11 figuras, (Lorenzo Lamas, Jimena Monteverde, Amalia Granata, Juana Repetto, Andrea Ghidone, Sofía Pachano, Belén Francese, Flavio Mendoza, Virginia Gallardo, Vanina Escudero, y a Paula Chaves a quien le ganó en la final con el 50.24% de los votos, ante el porcentaje de la modelo que logró un 49.76%).
Moli hizo su debut teatral en diciembre de 2010 con la obra “El Gran Show”, en el teatro Coral de Villa Carlos Paz. En 2011 quedó eliminado en el Baile del caño con el 41.31% por la modelo y finalista Paula Chavez. En 2012 es ganador de Cantando por un sueño (Argentina) con el 54.23%, al haber eliminado a 10 figuras, (Alejandra Maglietti, Yanina Iglesias & Augusto Bucafuscco, Adabel Guerrero, Osmar "Cau" Bornes, Camilo García; en dos oportunidades; Carlos Sánchez, Belén Francese, Marcelo Iripino y a Silvina Escudero a quien le ganó en la final ya que ella consiguió un 45.77%). 
En el mismo año realiza una pequeña participación a modo de cameo en la tira Sos mi hombre.
El 31 de agosto de 2013 Moli luchó en defensa del título argentino de pesos pesados contra el retador, Matías Vidondo. El defensor, Moli, cayó en la lona en el primer y cuarto asalto, pero supo reponerse en el quinto y último. Moli, con poco tiempo restante en el último asalto y muy cansado, largó una serie de golpes que lograron derribar al retador del título; una vez de rodillas en la lona, "La Mole" Moli soltó dos ganchos que impactaron en la cabeza de Vidondo, otorgándole una descalificación instantánea al defensor. El público, enfurecido por el golpe bajo, comenzó a tirar objetos y surgieron peleas abajo del ring, en las cuales Fabio Moli formó parte para defender a sus allegados que habían ido a verlo.
Desde mediados de 2014, Fabio Moli es parte del personal del programa "Show del Caos", que se emite los sábados a la medianoche por Canal 12 (Córdoba).
Se retiraría luego de los medios para continuar su vida como albañil.

## Títulos profesionales
- Título Sudamericano peso Pesado conquistado y defendido en cuatro ocasiones.
- Título FAB (Federación Argentina de Boxeo) conquistado y defendido en una ocasión.
- Título Fedelatín de la AMB conquistado.
- Título OMB Latino conquistado.
- Título FAB reconquistado y defendido en una ocasión.
- Título OMB Latino reconquistado.
- Título CMB Mundo Hispano conquistado y defendido en una ocasión.
- Título FAB reconquistado por tercera vez y defendido una vez.
- Título FAB reconquistado por cuarta vez.

## Controversias
Fabio "La Mole" Moli fue denunciado en enero del año 2019 por violencia de género contra su mujer, con quien está casado hace 30 años. En noviembre de ese mismo año, la fiscal solicitó que la causa se eleve a juicio, su abogado penalista José Manuel Fiz Chapero, se opuso a la elevación ante el Juzgado de Control de los Tribunales de Río Segundo y luego ante la Cámara de Acusación en la capital cordobesa. Se espera fecha del juicio. Actualmente La Mole está escribiendo un libro relatando su biografía.